# Nephodia auxesia
Nephodia auxesia là một loài bướm đêm trong họ Geometridae.